# Muntele Mare (sit SCI)
Muntele Mare este o arie protejată (arie specială de conservare — SAC, sit de importanță comunitară — SCI) din România, desemnată în scopul protejării biodiversității și menținerii într-o stare de conservare favorabilă a florei spontane și faunei sălbatice, precum și a habitatelor naturale de interes comunitar aflate în arealul zonei de protecție. Aceasta se întinde în partea central-vestică a țării, pe teritoriile administrative al județelor Alba și Cluj.

## Localizare
Aria naturală se află în extremitatea sudică a județului Cluj (pe teritoriul comunei Valea Ierii) și cea nord-vestică a județul Alba pe teritoriul comunelor Bistra, Lupșa și Poșaga, în apropierea drumului național DN75 care leagă orașul Câmpeni de Turda.

## Înființare
Zona a fost declarată sit de importanță comunitară prin Ordinul Ministerului Mediului și Dezvoltării Durabile Nr.1964 din 13 decembrie 2007 (privind instituirea regimului de arie naturală protejată a siturilor de importanță comunitară, ca parte integrantă a rețelei ecologice europene Natura 2000 în România) și se întinde pe o suprafață de 1.643,8 hectare. Situl a fost protejat și ca arie specială de conservare în mai 2022.

## Biodiversitate
Situl reprezintă o zonă montană (încadrată în regiunea biogeografică alpină a Muntelui Mare, grupă montană a Munților Apuseni aparținând de lanțul muntos al Carpaților Occidentali), arie protejată (păduri de conifere, pajiști naturale, stepe, tufișuri și tufărișuri) ce adăpostește o mare diversitate faunistică și conservă habitate naturale de interes comunitar de tip: - Pajiști montane de 
Nardus bogate în specii pe substraturi silicioase, Turbării active, Tufărișuri alpine și boreale și Vegetație herbacee de pe malurile râurilor montane.
Flora este constituită din arbori și arbusti cu specii de: molid (Picea abies), brad (Abies), fag (Fagus sylvatica), carpen (Carpinus betulus), ienupăr (Juniperus communis), alun (Corylus avellana), păducel (Crataegus monogyna), afin (Vaccinum myrtillus L.), mur (Rubus fruticosus), zmeur (Rubus idaeus) sau măceș (Rosa canina).

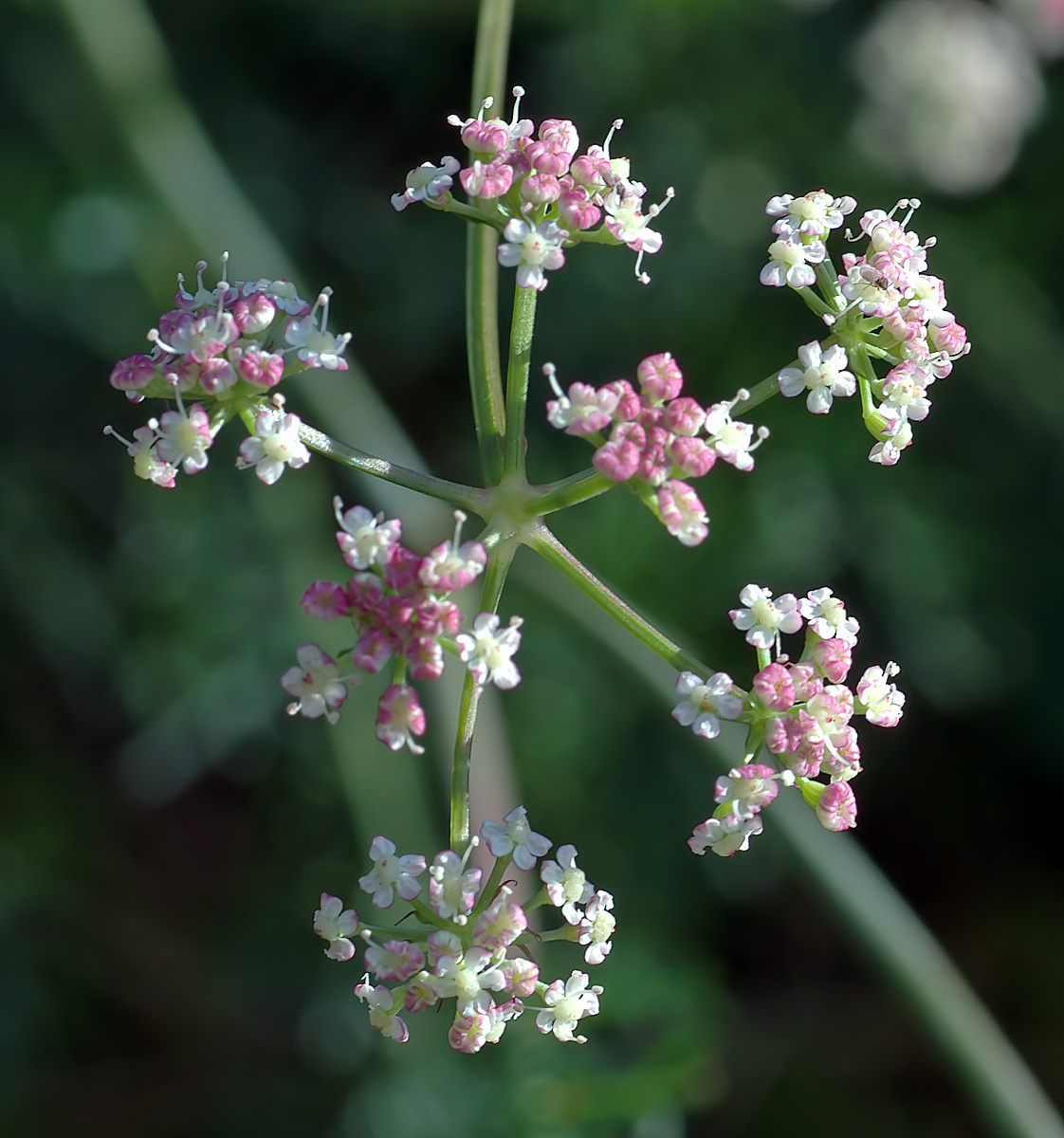
Brioală (Ligusticum mutellina)

La nivelul ierburilor sunt întâlnite mai multe rarități floristice cu specii de: scorzonera (Scorzonera purpurea ssp. rosea), roua cerului (Drosera rotundifolia), arnică (Arnica montana L.), piciorul cocoșului de munte (Ranunculus montanus), brioală (Ligusticum mutellina), clopoței (Campanula patula ssp. abietina), unghia păsării (Viola declinata), bumbăcăriță (Eriophorum vaginatum),  târsă (Deschampsia cespitosa), păiuș (Festuca nigrescens), iarba iepurelui (Phleum alpinum ssp. alpinum), iarba vântului (Nardus stricta), precum și rogozuri cu specii de Carex rostrata și Carex magellanica. 
Printre speciile faunistice aflate la baza desemnării sitului se află doi amfibieni protejați, aflați pe lista roșie a IUCN: ivorașul-cu-burta-galbenă (o broască din specia Bombina variegata) și broasca roșie de munte (Rana temporaria).

## Căi de acces
- Drumul național DN75 pe ruta: Turda - Buru - Ocoliș - Sălciua de Jos - Baia de Arieș - Lunca.

## Monumente și atracții turistice
În vecinătatea sitului se află numeroase obiective de interes istoric, cultural și turistic (lăcașuri de cult, monumente istorice, arii naturale protejate); astfel:

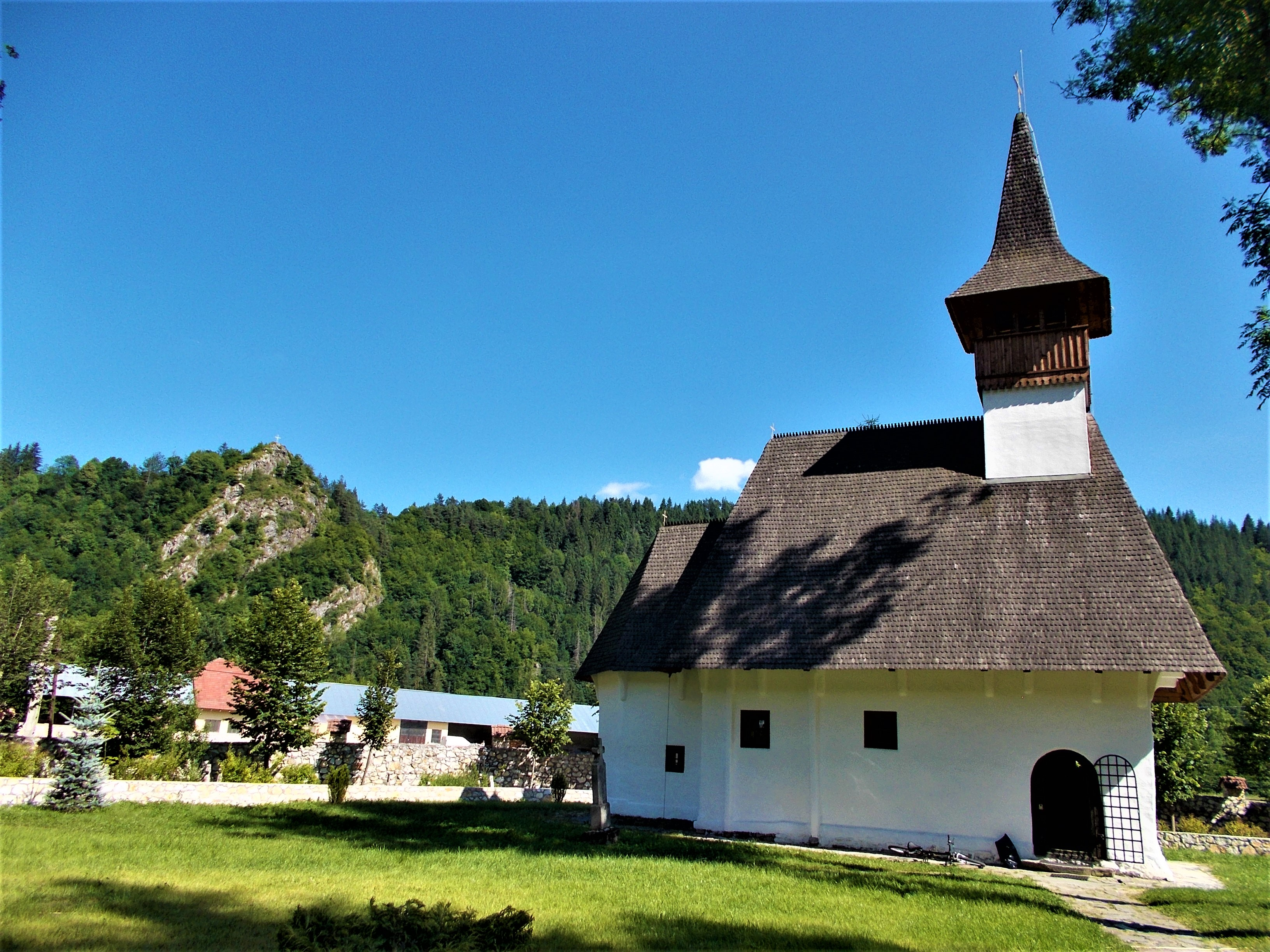
Biserica de lemn a Mănăstirii Lupșa

- Biserica de lemn a Mănăstirii Lupșa cu  hramul „Înălțarea Sfintei Cruci” și „Sfântul Nicolae”, construcție 1770, monument istoric.
- Biserica "Pogorârea Sf. Duh" din Hădărău, Alba, construcție 1770, monument istoric.
- Biserica "Nașterea Maicii Domnului" din Valea Lupșii, Alba, construcție 1799, monument istoric.
- Biserica de lemn din Poșaga de Sus cu hramul „Sfinții Arhangheli Mihail și Gavriil”, construcție 1789, monument istoric.
- Mănăstirea ”Sfinții Ierarhi Ilie Iorest și Sava Brancovici” din satul Valea Bistrii.
- Schitul "Izvorul Poșaga" din Poșaga de Jos, mănăstire de călugări aflată pe Valea Poșăgii. În apropierea schitului  se află izbucul mănăstirii.
- Halta Bistra din satul Bistra, Alba, construcție 1912, monument istoric.
- Halta Lupșa din satul Lupșa, Alba, construcție 1912, monument istoric.
- Rezervațiile naturale: Șesul Craiului - Scărița-Belioara, Cheile Poșăgii